# Palaiochóri Bótsari
Palaiochóri Bótsari (Palaiochori Botsari) är en ort i Grekland.   Den ligger i prefekturen Nomós Ioannínon och regionen Epirus, i den centrala delen av landet, 300 km nordväst om huvudstaden Aten. Palaiochóri Bótsari ligger 254 meter över havet och antalet invånare är 132.
Terrängen runt Palaiochóri Bótsari är bergig österut, men västerut är den kuperad. Palaiochóri Bótsari ligger nere i en dal.Runt Palaiochóri Bótsari är det ganska glesbefolkat, med 27 invånare per kvadratkilometer. Närmaste större samhälle är Kanaláki, 15,6 km sydväst om Palaiochóri Bótsari. == Kommentarer ==
1. ↑  Framräknat ur variansen i alla höjduppgifter (DEM 3") från Viewfinder Panoramas, inom 10 km radie.[2] Mer om algoritmen finns här: Användare:Lsjbot/Algoritmer.